# Neolimonia porrecta
Neolimonia porrecta là một loài ruồi trong họ Limoniidae. Chúng phân bố ở vùng Tân nhiệt đới.